# El Porvenir, Tapachula
El Porvenir är en ort i Mexiko.   Den ligger i kommunen Tapachula och delstaten Chiapas, i den sydöstra delen av landet, 900 km sydost om huvudstaden Mexico City. El Porvenir ligger 343 meter över havet och antalet invånare är 489.
Terrängen runt El Porvenir är kuperad åt nordost, men åt sydväst är den platt. Runt El Porvenir är det tätbefolkat, med 286 invånare per kvadratkilometer. Närmaste större samhälle är Tapachula, 11,0 km söder om El Porvenir. I omgivningarna runt El Porvenir växer huvudsakligen savannskog.